# Manli Torquat (família)
Manli Torquat (en llatí: Manlius Torquatus) va ser una família romana patrícia. Torquat era el cognomen i Manli el nom de la gens de la que formava part.

## Genealogia
- Luci Manli Capitolí Imperiós, dictador el 363 aC.
  - Tit Manli Imperiós Torquat, dictador i cònsol.
    - Tit Manli Torquat, mort pel seu pare per desobeir una orde en campanya.[2]
      - Tit Manli Torquat, cònsol el 299 aC.
        - Aule Manli Torquat Àtic, cònsol el 244 aC i el 241 aC.

      - Luci Manli Torquat, llegat.
        - Tit Manli Torquat, cònsol el 235 i 224 aC.
          - Aule Manli Torquat, fill de l'anterior i pare de Tit Manli Torquat cònsol el 165 aC. Només se'l coneix per ser mencionat als Fasti Capitolini.
            - Tit Manli Torquat, cònsol el 165 aC.
            - Aule Manli Torquat, cònsol el 164 aC.

- Aule Manli Torquat, propretor el 70 aC.
  - Aule Manli Torquat, pretor el 52 aC.

- Luci Manli Torquat, cònsol el 65 aC.
  - Luci Manli Torquat, pretor el 49 aC.